# Пуебла-де-Алькосер
Пуебла-де-Алькосер (ісп. Puebla de Alcocer) — муніципалітет в Іспанії, у складі автономної спільноти Естремадура, у провінції Бадахос. Населення — 1261 особа (2010).
Муніципалітет розташований на відстані близько 210 км на південний захід від Мадрида, 150 км на схід від Бадахоса.

## Демографія
Динаміка населення (INE ):

## Галерея зображень

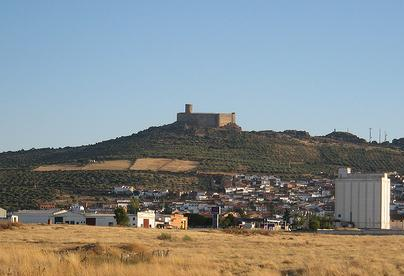
Панорама
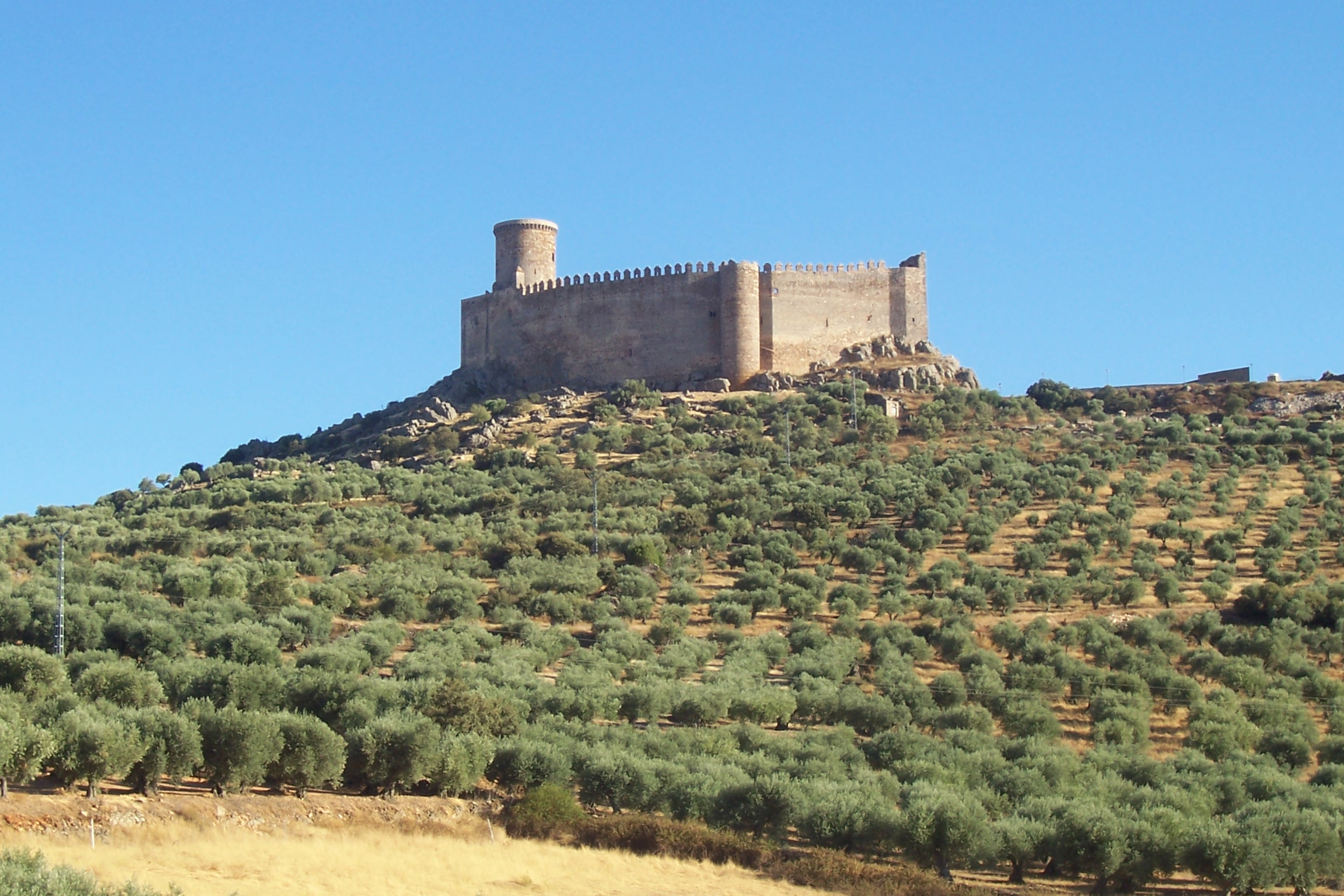
Замок
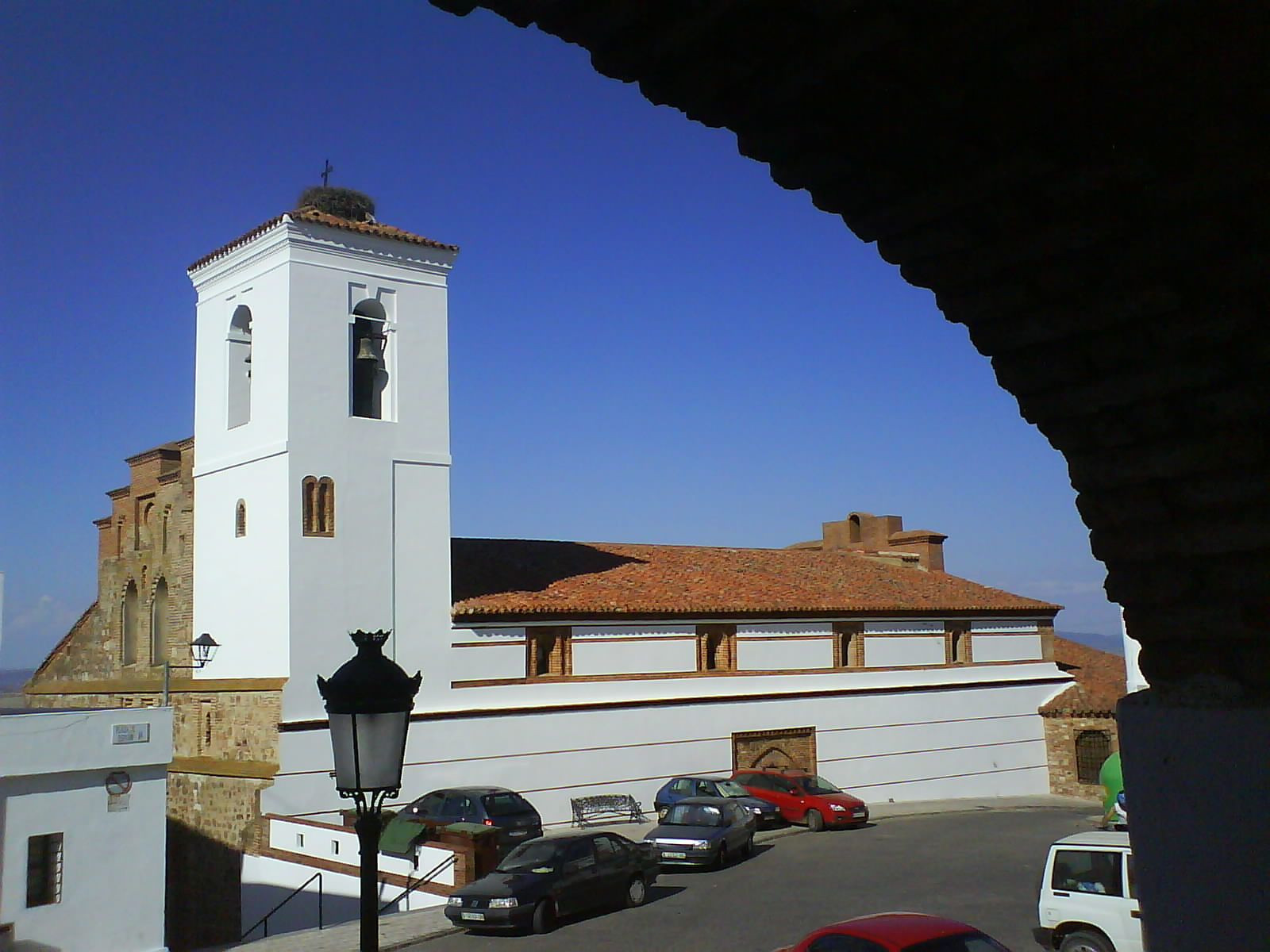
Церква Сантьяго-Апостол
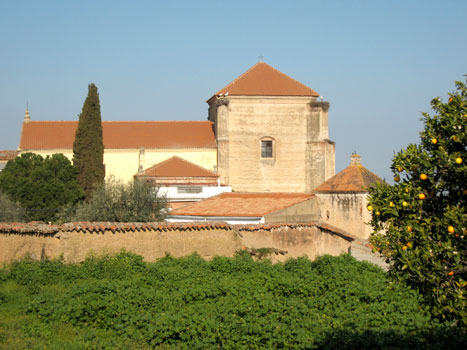
Монастир Сан-Франсіско